# 笠間治雄
笠間 治雄（かさま はるお、1948年1月2日 - ）は、日本の法曹家。元検察官、弁護士。第44代検事総長。最高検察庁刑事部長、次長検事、広島高等検察庁検事長、東京高等検察庁検事長などを歴任。

## 略歴・人物
愛知県出身。中央大学法学部卒業後、1974年に検事任官。大学では法友会に所属。
1996年5月10日、東京地検特捜部副部長（財政経済担当）時代には、石川達紘の指示の下、泉井事件の捜査は東京国税局査察部長 鳥羽衛 - 笠間治雄のラインで動き出していくこととなった。その後、1999年9月 東京地検特捜部長に就任した。
東京地検特捜部長時代にはKSD事件などの捜査指揮を執っている。その後、甲府地方検察庁検事正を経て、東京地検次席検事から同高検次席検事に。2006年6月、最高検刑事部長、2007年10月、但木敬一検事総長の下で次長検事に就任した。検察現場経験の少なかった但木は検察現場に気を遣い、特捜事件の指揮や重要な刑事事件や公判対策などで、笠間の意見を尊重した。笠間の抜擢の背景には、多士済々の検察現場が笠間の意見には素直に耳を傾けていたためだとされている。のち、広島高等検察庁検事長を経て、2010年6月17日から東京高等検察庁検事長を務めた。
2011年に定年を迎えて東京高検検事長で退官する予定であったが、大阪地検特捜部主任検事証拠改ざん事件等の責任を取る形で大林宏検事総長が辞職することになり、2010年12月27日付で大林の後を引き継いで検事総長に就任する。高検内では既に1月の定年退官を見越して12月中旬に笠間の送別会を兼ねた忘年会を開催しており、この急な人事に対して高検関係者からは驚きの声があった。
笠間自身は検事総長就任を「勘弁してください」と当初は固辞していたが、大林から「総長をやってくれ。君が適任だ」「組織としての決定事項だ」と説得され、就任を決意したという。笠間は東京地検特捜部長を務めた「捜査現場派」の検事で、法務事務次官を経ずに検事総長に就任するのは北島敬介以来12年ぶり、法務省本省での勤務がない検事総長は現行制度で初のことである。また、中央大学出身の検事総長は戦前の1932年～1935年に検事総長を務めた林頼三郎以来75年ぶりであり、私学出身者の検事総長就任は戦後初であった。
この人事については、現場の混乱などの調整をするためには法務省勤務が長い組（いわゆる「赤レンガ派」）ではなく、叩き上げの「現場派」の検事総長が望ましいという考慮が働いたものとされる。あくまで大林続投案であった「赤レンガ派」の意向が排除された背景には、法務検察上層部の意向が一般世間から乖離しているとして、吉永祐介が検事総長に登用された際に当時の法務大臣だった後藤田正晴の意向があったことに擬えて、今回の笠間の登用に仙谷由人内閣官房長官（当時）の意向があったとする見方もある。
2012年7月に1年7か月務めた検事総長を退任。

### 年表
- 1948年1月 愛知県生まれ
- 1966年3月 東京都立小山台高等学校卒業
- 1970年3月 中央大学法学部卒業
- 1972年 最高裁判所司法研修所司法修習生（26期）
- 1974年4月12日 東京地方検察庁検事
- 1975年3月24日 那覇地方検察庁検事
- 1977年3月25日 東京地方検察庁検事
- 1979年3月26日 長野地方検察庁検事
- 1981年3月25日 東京地方検察庁検事
- 1985年3月25日 千葉地方検察庁検事
- 1988年3月28日 東京地方検察庁検事
- 1995年4月1日 東京高等検察庁検事
- 1996年 東京地方検察庁特別捜査部副部長
- 1999年9月20日 東京地方検察庁特別捜査部部長
- 2001年6月29日 甲府地方検察庁検事正
- 2002年10月7日 東京地方検察庁次席検事（2004年9月10日-10月18日 交通部長兼任）
- 2005年6月27日 東京高等検察庁次席検事
- 2006年6月30日 最高検察庁刑事部長
- 2007年10月2日 最高検察庁次長検事
- 2009年1月16日 広島高等検察庁検事長
- 2010年6月17日 東京高等検察庁検事長
- 2010年12月27日 検事総長
- 2012年7月20日 退官
- 2012年10月 笠間法律事務所長（自営）、西武ホールディングス顧問、日清医療食品及びワタキューセイモア特別顧問[9]。
- 2013年6月 日本郵政株式会社取締役[10]、住友商事株式会社監査役、NKSJホールディングス監査役[11]
- 2014年2月 キユーピー株式会社監査役[12]
- 2015年8月 株式会社一柳アソシエイツ特別顧問[13]
- 2016年10月 SOMPOホールディングス株式会社監査役
  - 一般財団法人日本法律家協会副会長[14]
- 2018年4月 瑞宝大綬章受章
- 2018年6月 凸版印刷株式会社監査役[15]
- 2020年6月 東海旅客鉄道株式会社取締役[16]

## 女子柔道暴力問題第三者委員会委員長
2013年1月末、柔道女子強化メンバー（ナショナルチーム）の指導の場において、監督の園田隆二による女子柔道強化選手への暴力問題がマスコミで報道された。世論は、問題行為者の園田に対してのみならず、伝統的に、明示または黙示でこれを容認するスポーツ界にも批判の目を向けた。
ナショナルチームを監督する立場の全日本柔道連盟（全柔連）は、園田から事情を聴取した上で始末書を提出させたが、それ以後も園田の態度が改まらないことを不満とする選手の意向から、同連盟は園田に追加で戒告処分も課した。しかし、事の重大性に比して処分が甘いことおよび問題行為が遅くとも2012年9月に行われ、処分は2013年1月中旬に出されたにもかかわらず、一連の出来事が最終的に全柔連自身から明らかにされることはなく、同月末によってはじめてマスコミの手で明らかにされたことが、「真に問題を理解していない」「隠蔽体質であり、自浄能力がない」との世論の批判を浴びた。
世論や国際オリンピック委員会、日本オリンピック委員会、国際柔道連盟、国会議員、有識者からの厳しい批判を受けて全柔連は、本件の事実確認および対処方針決定の参考とする趣旨で、外部有識者による第三者委員会設置を決め、その委員長に笠間が就任した。

## その他
- 高杉良の小説「呪縛 金融腐蝕列島Ⅱ」（角川文庫）に登場する加納検事は笠間がモデルとされている[18]。